# Raimond Nazaire de Ruijter van Steveninck
Raimond Nazaire de Ruyter van Steveninck (Tiel, 11 augustus 1894 – Den Haag, 26 oktober 1963) was een Nederlandse militair en voormalig N.S.B.-lid die tijdens de Tweede Wereldoorlog burgemeester van Leiden was. Hij is de broer van Albert de Ruyter van Steveninck, ook militair en tijdens de oorlog commandant van de Prinses Irene Brigade.

## Jeugd, huwelijk en opleiding
Raimond was de zoon van Albert de Ruijter van Steveninck en Agnes Bär von Remmersweil. Hij was genoemd naar zijn opa van moederszijde. Het katholieke gezin telde vijf kinderen. Raimonds broers waren Anthony (1892) en Albert (1895); zijn twee zussen waren Nicole (1890) en Henriette (1893). Raimond trad in juli 1914 in militaire dienst bij het 1e Regiment Veldartillerie. Raimond trouwde in augustus 1926 in Bandoeng met Henriette van Bosse. De Ruyter van Steveninck studeerde rechten in Leiden (kandidaatsexamen 1928) en Utrecht (doctoraalexamen 1932).

## Politieke activiteiten en militaire carrière
Al tijdens zijn studententijd was De Ruyter van Steveninck politiek actief. Hij behoorde tot de oprichters van de Nationaal-Socialistische Beweging en was de eerste commandant van de Weerbaarheidsafdeling. In 1933 werd het aan ambtenaren verboden om lid van de NSB te zijn, waarop De Ruyter zijn lidmaatschap opzegde.
De Ruyter van Steveninck maakte inmiddels snel carrière in het leger. In 1934 hield hij bij het 2e regiment veldartillerie een toespraak bij de 25e verjaardag van prinses Juliana. Hij werd in 1935 landelijk bekend door een expeditiereis naar Nieuw-Guinea om bodemkarteringswerkzaamheden te verrichten voor de Nederlandse Nieuw-Guinea Petroleum Maatschappij. In 1936 was hij een van de vier officieren (allen kapiteins), die aanwezig waren bij het overhandigen van de sabel aan prins Bernhard, ter gelegenheid van diens benoeming tot kapitein à la suite bij de landmacht. Het jaar daarop werd hij benoemd tot Officier in de Orde van Oranje-Nassau. In mei 1940 was hij in actieve dienst als kapitein van de artillerie. Hij vocht tegen de Duitse paratroepen en werd voor zijn houding zelfs voor een Militaire Willemsorde voorgedragen.

## Burgemeester van Leiden
R.N. de Ruyter van Steveninck werd in april 1941 benoemd tot burgemeester van Leiden. Hij voerde een Duitsgezind maar relatief gematigd beleid en bleef tot 5 mei 1945 in functie. Titulair was De Ruyter van Steveninck in de oorlog ook president-curator van de (door de Duitsers in 1940 gesloten) Rijksuniversiteit Leiden.

## Na de oorlog
Na de bevrijding werd De Ruyter gearresteerd en berecht door het Leidse Tribunaal. Tijdens zijn proces bleef De Ruyter, als een van de weinige beklaagden, trouw aan de beginselen van de NSB. Vooral om deze halsstarrige houding veroordeelde het Tribunaal hem tot 10 jaar gevangenisstraf plus de bijkomende straffen zoals verlies van het actief en passief kiesrecht en het verbod om ooit nog openbare ambten te bekleden. De gevangenisstraf werd echter verlaagd naar vier jaar.
- Gemeinsame Normdatei: 1164047612
- International Standard Name Identifier: 0000 0003 9490 861X
- Nederlandse Thesaurus van Auteursnamen: 069759596
- Virtual International Authority File: 289501782
- WorldCat: E39PBJbM7qmwhc8F9B87dMqbBP